# Palais d'Hiver
Het Palais d’Hiver (1920-1985) in Lyon was de grootste concertzaal van Frankrijk. Deze stond in de voorstad Villeurbanne. De befaamde zaal ontving de grote Franse vedetten wanneer zij Lyon aandeden.

## Historiek

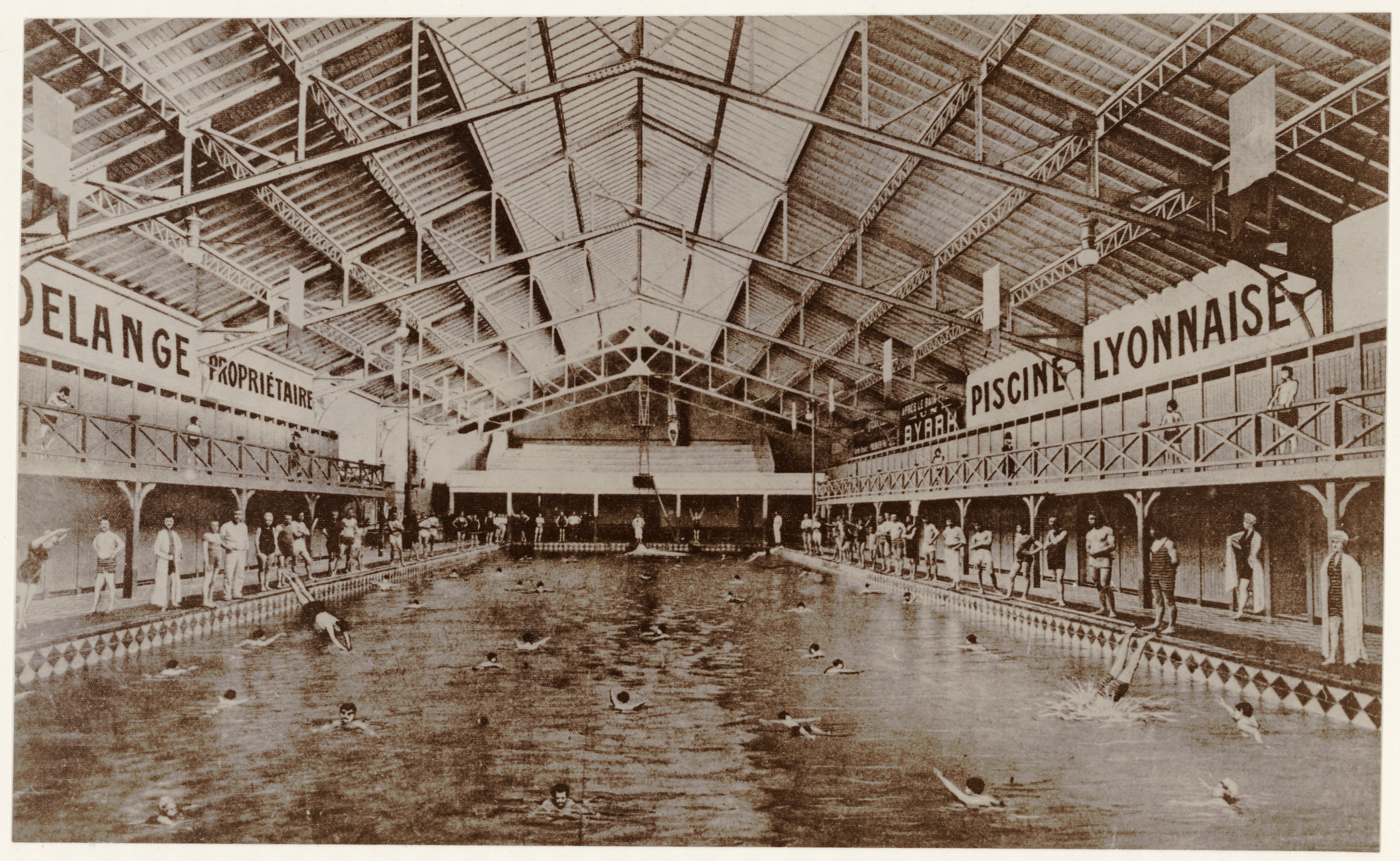
Zwembad Delange

In 1908 bouwde Clément Delange op deze plek een groot binnenzwembad. Het zwembad werd Piscine Delange genoemd. In 1914 kwam er nog een schaatsbaan bij. Delange verkocht in 1920 zijn zwembad aan de familie Lamour, eigenaars van een restaurant in Lyon. Pierre Lamour bouwde het zwembad om tot een concertzaal, toen ook musichall genoemd. Er was destijds meer vraag voor een grote danszaal dan voor een zwembad: tango, wals, charleston waren populair. De naam Palais d’Hiver was bedoeld om te concurreren met het bestaande Palais d’Eté in Lyon.
Bij de inhuldiging konden er 3.000 personen in het Palais d'Hiver. In 1925 zakte de vloer 5 cm naar beneden in het lege zwembad, door het gewicht van de bezoekers. Veiligheidsmaatregelen drongen zich op en het maximum aantal bezoekers werd verminderd. In de zaal vonden banketten plaats, alsook politieke meetings en feesten van verenigingen uit Lyon. Na de Tweede Wereldoorlog werd er Noord- en Zuid-Amerikaanse muziek en dans georganiseerd. Franse vedetten zoals Joséphine Baker, Édith Piaf, Tino Rossi, Gilbert Bécaud, Charles Aznavour, Claude François, Gilbert Bécaud en anderen hielden er concerten. Ook The Beatles, Jacques Brel en Dalida traden op. Zoon Roger Lamour werd directeur in de jaren 1950. Hij kon de financiële problemen niet oplossen die ontstonden na de brand van 1962. De concertzaal brandde toen op een nacht volledig af en het oude zwembad gaapte in de buitenlucht. De reconstructie vond plaats in 1963. De capaciteit van de zaal was toen 2.500 bezoekers.
Roger Lamour pleegde zelfmoord in een sfeer van financiële schandalen en diens zoon Pierre-Yves Lamour werd directeur in 1974. Het verenigingsleven van Lyon verkoos andere zalen dan het Palais d’Hiver in de jaren 1970. Het Palais d’Hiver bleef een redelijk succes kennen want het was de grootste concertzaal van Frankrijk in die tijd. Pierre-Yves Lamour stierf in 1981 bij een auto-ongeluk. De laatste concerten vonden plaats in het jaar 1985, door inzet van het resterende personeel.
In 1988 werd het Palais d'Hiver afgebroken en kantoorgebouwen verrezen op die plek.